# Дзьвершно-Мале
Дзьвершно-Мале (пол. Dźwierszno Małe, нім. Klein Dreidorf) — село в Польщі, у гміні Лобжениця Пільського повіту Великопольського воєводства.
Населення — 248 осіб (2011).
У 1975-1998 роках село належало до Пільського воєводства.

## Демографія
Демографічна структура станом на 31 березня 2011 року:
|          | Загалом | Допрацездатний вік | Працездатний вік | Постпрацездатний вік |
| -------- | ------- | ------------------ | ---------------- | -------------------- |
| Чоловіки | 134     | 35                 | 87               | 12                   |
| Жінки    | 114     | 24                 | 65               | 25                   |
| Разом    | 248     | 59                 | 152              | 37                   |